# Packera

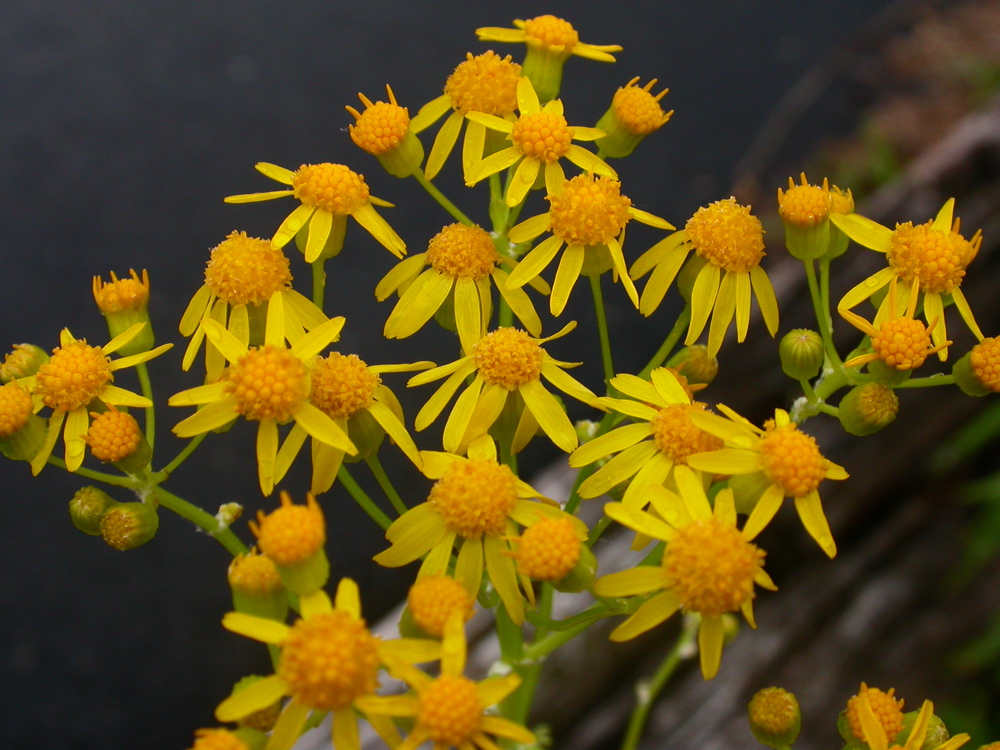
Packera anonyma

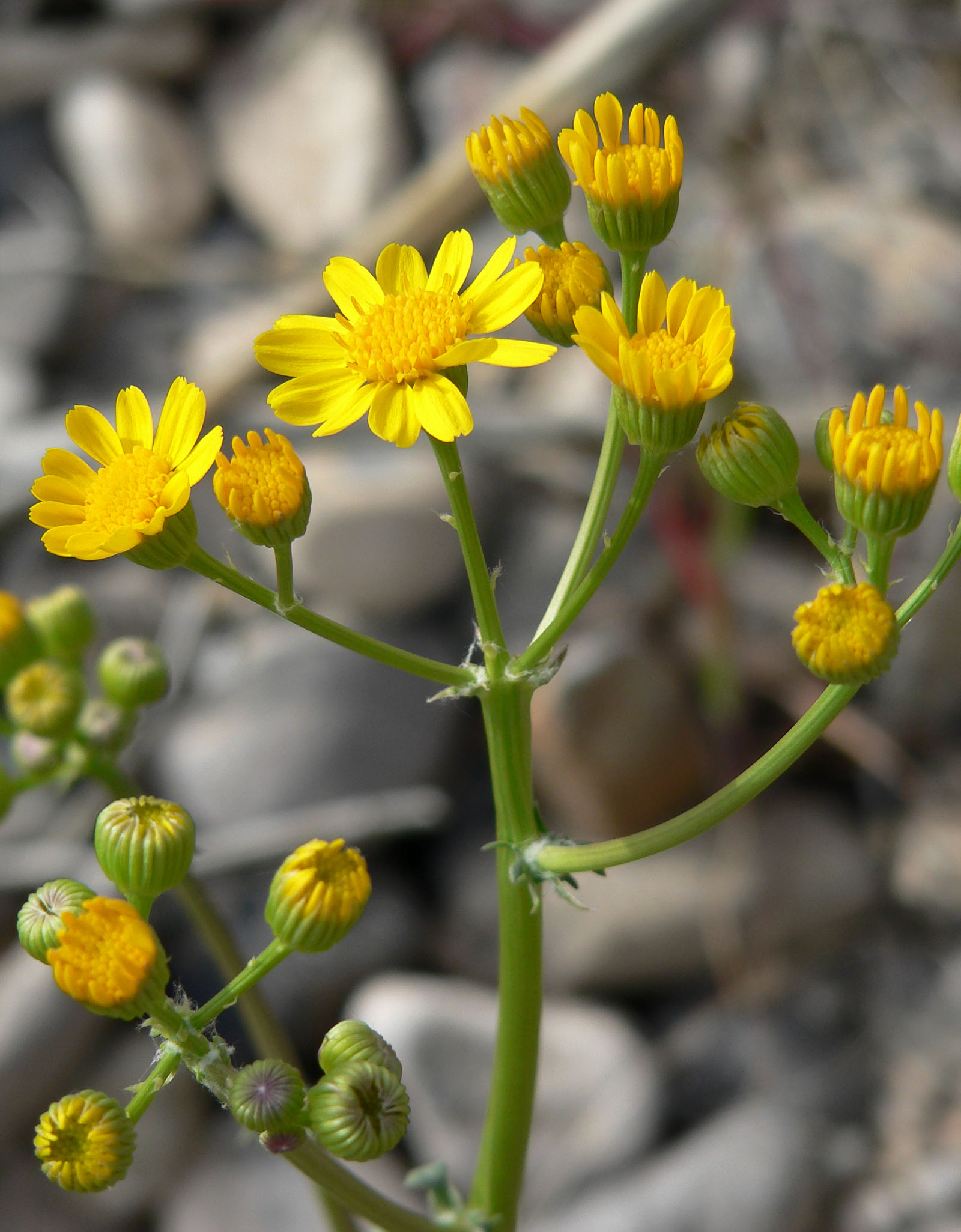
Packera multilobata

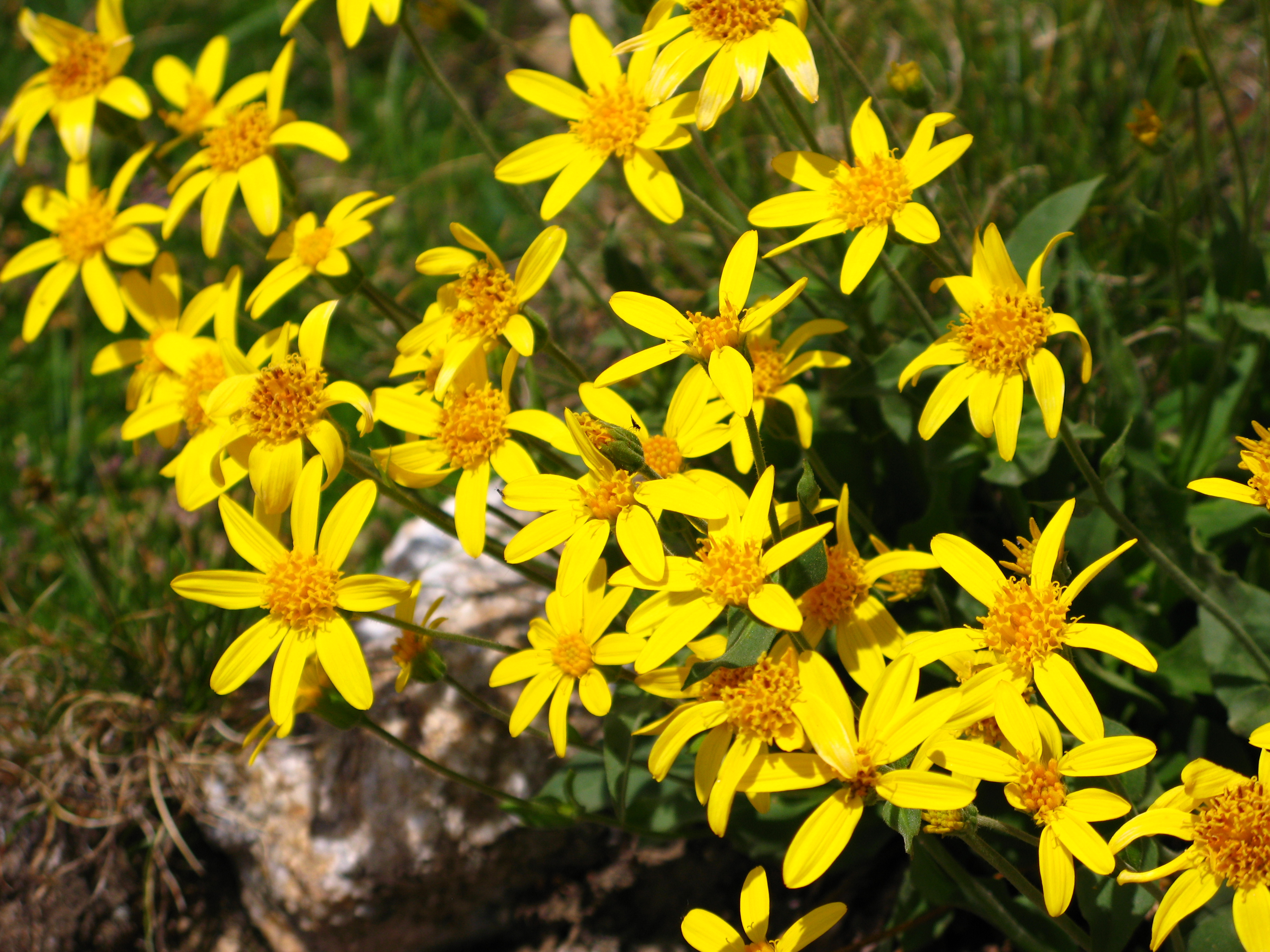
Packera werneriifolia

A Packera a fészkesvirágzatúak (Asterales) rendjébe és az őszirózsafélék (Asteraceae) családjába tartozó nemzetség.
A Packera nemzetségbe sorolt fajok, korábban az aggófüvek (Senecio) nemzetségébe tartoztak.

## Rendszerezés
A nemzetségbe az alábbi 65 faj tartozik (Meglehet, hogy a lista nem teljes):
- Packera anonyma (Alph.Wood) W.A.Weber & Á.Löve
- Packera antennariifolia (Britton) W.A.Weber & Á.Löve
- Packera aurea (L.) Á.Löve & D.Löve - [halott link]
- Packera bellidifolia (Kunth) W.A.Weber & Á.Löve
- Packera bernardina (Greene) W.A.Weber & Á.Löve
- Packera bolanderi (A.Gray) W.A.Weber & Á.Löve
- Packera breweri (Burtt Davy) W.A.Weber & Á.Löve
- Packera cana (Hook.) W.A.Weber & Á.Löve
- Packera candidissima (Greene) W.A.Weber & Á.Löve
- Packera cardamine (Greene) W.A.Weber & Á.Löve
- Packera castoreus (S.L.Welsh) Kartesz
- Packera clevelandii (Greene) W.A.Weber & Á.Löve
- Packera coahuilensis (Greenm.) C.Jeffrey
- Packera contermina (Greenm.) J.F.Bain
- Packera crocata (Rydb.) W.A.Weber & Á.Löve
- Packera cymbalaria (Pursh) W.A.Weber & Á.Löve
- Packera cynthioides (Greene) W.A.Weber & Á.Löve
- Packera debilis (Nutt.) W.A.Weber & Á.Löve
- Packera dimorphophylla (Greene) W.A.Weber & Á.Löve
- Packera eurycephala (Torr. & A.Gray ex Torr. & A.Gray) W.A.Weber & Á.Löve
- Packera fendleri (A.Gray) W.A.Weber & Á.Löve
- Packera flettii (Wiegand) W.A.Weber & Á.Löve
- Packera franciscana (Greene) W.A.Weber & Á.Löve
- Packera ganderi (T.M.Barkley & R.M.Beauch.) W.A.Weber & Á.Löve
- Packera glabella (Poir.) C.Jeffrey
- Packera greenei (A.Gray) W.A.Weber & Á.Löve
- Packera hartiana W.A.Weber & Á.Löve
- Packera hesperia (Greene) W.A.Weber & Á.Löve
- Packera heterophylla (Fisch.) E.Wiebe
- Packera hintoniorum (B.L.Turner) C.Jeffrey
- Packera hyperborealis (Greenm.) Á.Löve & D.Löve
- Packera indecora (Greene) Á.Löve & D.Löve
- Packera ionophylla (Greene) W.A.Weber & Á.Löve
- Packera layneae (Greene) W.A.Weber & Á.Löve
- Packera macounii (Greene) W.A.Weber & Á.Löve
- Packera malmstenii (S.F.Blake ex Tidestr.) Kartesz
- Packera millefolium (Torr. & A.Gray) W.A.Weber & Á.Löve
- Packera millelobata (Rydb.) W.A.Weber & Á.Löve
- Packera montereyana (S.Watson) C.Jeffrey
- Packera moranii (T.M.Barkley) C.Jeffrey
- Packera multilobata (Torr. & A.Gray ex A.Gray) W.A.Weber & Á.Löve
- Packera musiniensis (S.L.Welsh) Trock
- Packera neomexicana (A.Gray) W.A.Weber & Á.Löve
- Packera obovata (Muhl. ex Willd.) W.A.Weber & Á.Löve
- Packera ogotorukensis (Packer) Á.Löve & D.Löve
- Packera pauciflora (Pursh) Á.Löve & D.Löve
- Packera paupercula (Michx.) Á.Löve & D.Löve
- Packera plattensis (Nutt.) W.A.Weber & Á.Löve
- Packera porteri (Greene) C.Jeffrey
- Packera pseudaurea (Rydb.) W.A.Weber & Á.Löve
- Packera sanguisorbae (DC.) C.Jeffrey
- Packera sanguisorboides (Rydb.) W.A.Weber & Á.Löve
- Packera scalaris (Greene) C.Jeffrey
- Packera schweinitziana (Nutt.) W.A.Weber & Á.Löve
- Packera spellenbergii (T.M.Barkley) C.Jeffrey
- Packera streptanthifolia (Greene) W.A.Weber & Á.Löve
- Packera subnuda (DC.) Trock & T.M.Barkley
- Packera tampicana (DC.) C.Jeffrey
- Packera texensis O'Kennon & Trock
- Packera tomentosa (Michx.) C.Jeffrey
- Packera tridenticulata (Rydb.) W.A.Weber & Á.Löve
- Packera zimapanica (Hemsl.) C.C.Freeman & T.M.Barkley
- Packera quebradensis (Greenm.) W.A.Weber & Á.Löve
- Packera quercetorum (Greene) C.Jeffrey
- Packera werneriifolia (A.Gray) W.A.Weber & Á.Löve